# Eat 'Em and Smile
Albums de David Lee Roth
Crazy from the Heat
(1985) Skyscraper
(1988)
Singles
1. Yankee Rose
Sortie : 18 juin 1986
2. Goin' Crazy
Sortie : 25 octobre 1986
3. That's Life
Sortie : novembre 1986
4. Tobacco Road
Sortie : décembre 1986

Eat 'Em and Smile est le premier album studio du chanteur de rock, David Lee Roth après son départ de Van Halen. Il est sorti le 7 juillet 1986 sur le label Warner et été produit par Ted Templeman producteur de Van Halen. 

## Historique
Cet album fut enregistré aux studios Power Station de New-York et Studios Fantasy de Berkeley avec des enregistrements supplémentaires effectués dans les studios Can-Am de Tarzana en Californie.
Après le succès de Crazy from the Heat son premier EP en solo, David Lee Roth revient au hard rock avec cet album, mais inclut quand même deux titres "Lounge music", une reprise popularisée par Frank Sinatra, That's Life et I'm Easy. On trouve aussi une reprise du titre Tobacco Road, un classique du blues rendu célèbre par le groupe pop/rock anglais The Nashville Teens. Tous les autres titres ont été composés par Roth et Steve Vai à l'exception de Shyboy qui est signé par le bassiste Billy Sheehan.
Quatre singles seront extraits de cet album, Yankee Rose (# 16 Billboard Hot 100), un des plus grands hits de David Lee Roth, Goin' Crazy (# 66 hot 100), That's Life (# 85 hot 100) et Tobacco Road (# 10 Mainstream Rock Tracks).
Il se classa à la 4e place du Billboard 200 aux États-Unis et à la 28e place des charts britanniques. Il a été certifié disque de platine aux États-Unis et disque d'or au Royaume-Uni.

## Liste des titres
Face 1
| No | Titre                    | Crédit(s)                 | Durée |
| -- | ------------------------ | ------------------------- | ----- |
| 1. | Yankee Rose              | David Lee Roth, Steve Vai | 3:47  |
| 2. | Shy Boy                  | Billy Sheehan             | 3:23  |
| 3. | I'm Easy                 | Billy Field, Tom Price    | 2:11  |
| 4. | Ladies' Nite In Buffalo? | Roth, Vai                 | 4:08  |
| 5. | Goin' Crazy!             | Roth, Vai                 | 3:11  |

Face 2
| No  | Titre          | Crédit(s)              | Durée |
| --- | -------------- | ---------------------- | ----- |
| 6.  | Tobacco Road   | John D. Loudermilk     | 4:41  |
| 7.  | Elephant Gun   | Roth, Vai              | 2:23  |
| 8.  | Big Trouble    | Roth, Vai              | 3:56  |
| 9.  | Bump And Grind | Roth, Vai              | 2:32  |
| 10. | That's Life    | Dean Kay, Kelly Gordon | 2:29  |

## Composition du groupe
- David Lee Roth: chant
- Steve Vai: guitares
- Billy Sheehan: basse, chœurs
- Gregg Bissonette: batterie, chœurs

Musiciens additionnels
- Jeff Bova (en): synthétiseurs sur Yankee Rose  et Ladies Night in Buffalo
- Jesse Harms (en): claviers sur Goin' Crazy, Tobacco Road et That's Life
- Sammy Figueroa (en): percussions sur Goin' Crazy
- Jimmie Haskell: arrangements des cuivres et des cordes sur That's Life
- The Waters Family: chœurs sur That's Life
- The Sidney Sharp Stings: instruments à cordes sur That's Life

## Charts

### Album
| Pays                                   | Durée du classement | Meilleur classement | Date             |
| -------------------------------------- | ------------------- | ------------------- | ---------------- |
| Allemagne (Offizielle Deutsche Charts) | 4 semaines          | 51e                 | 11 août 1986     |
| Canada (RPM Top Album)                 | 23 semaines         | 13e                 | 30 août 1986     |
| États-Unis (Billboard 200)             | 36 semaines         | 4e                  | 30 août 1986     |
| Norvège (VG-lista)                     | 3 semaines          | 17e                 | 11 août 1986     |
| Nouvelle-Zélande (RIANZ)               | 1 semaine           | 50e                 | 3 août 1986      |
| Royaume-Uni (UK Albums Chart)          | 9 semaines          | 28e                 | 19 juillet 1986  |
| Suède (Sverigetopplistan)              | 3 semaines          | 12e                 | 13 août 1986     |
| Suisse (Schweizer Hitparade)           | 1 semaine           | 29e                 | 7 septembre 1986 |

### Singles
| Single       | Chart                  | Durée du classement | Position | Date             |
| ------------ | ---------------------- | ------------------- | -------- | ---------------- |
| Yankee Rose  | Hot 100                | 15 semaines         | 16e      | 30 août 1986     |
| Yankee Rose  | Mainstream Rock Tracks | 9 semaines          | 10e      | 19 juillet 1986  |
| Yankee Rose  | RPM Top Singles        | 15 semaines         | 29e      | 6 septembre 1986 |
| Goin' Crazy  | Hot 100                | 7 semaines          | 66e      | 18 octobre 1986  |
| Goin' Crazy  | Mainstream Rock Tracks | 10 semaines         | 12e      | 11 octobre 1986  |
| That's Life  | Hot 100                | 4 semaines          | 85e      | 6 décembre 1986  |
| Tobacco Road | Mainstream Rock Tracks | 11 semaines         | 10e      | 30 août 1986     |

## Certifications
| Pays        | Certification | Ventes      | Date             |
| ----------- | ------------- | ----------- | ---------------- |
| États-Unis  | Platine       | 1 000 000 + | 9 juin 1986      |
| Royaume-Uni | Or            | 100 000 +   | 12 novembre 2004 |